# Льюис, Хершел Гордон
Хершел Гордон Льюис (англ. Herschell Gordon Lewis; 15 июня 1929, Питтсбург, Пенсильвания, США — 26 сентября 2016, Помпано-Истейтс, Флорида, США) — американский режиссёр, сценарист, продюсер, создатель спецэффектов и композитор. В основном известен как режиссёр кровавых фильмов ужасов.

## Биография
Получил высшее образование по специальности журналистика, после окончания учёбы преподавал английский язык в колледже. Но спустя несколько лет он устроился менеджером местной радиостанции. По истечении некоторого времении Хершил устроился работать на телевидение.
В 1953 году переехал в Чикаго, занимался рекламой и преподаванием. В конце 50-х годов вместе со своим другом он выкупил рекламное агентство, получившее название «Lewis and Martin Films». В 1960 году он продюсировал свой первый фильм в жанре драма, а на прибыль от продюсирования в 1961 году поставил свой первый фильм «Живая Венера». Последующие три года Хершел снимал фильмы на чужие деньги.
В 1963 году вместе со своим приятелем Фридманом за семь дней снял «Кровавый пир». Сценарий фильма составлял всего 15 страниц, а бюджет 25 тысяч долларов. Кинокартина была запрещена к прокату в некоторых штатах из-за жестоких сцен убийств. На деньги полученные от реализации «Кровавого пира» был снят фильм «Две тысячи маньяков». Затем последовала последняя работа снятая вместе с Фридманом — «Раскрась меня кроваво-красным».
После окончания сотрудничества с Фридманом он начал снимать драмы и детские фильмы, которые не имели успеха. Вскоре его настигли финансовые неудачи, из которых режиссер пытался вылезти купив и заново смонтировав два фильма (один из них назывался Monster a-Go Go (1965)). В 1967 снял фильм «Вкус крови» (1967), действие которого разворачивалось вокруг вампиров. Следующий фильм назывался «Ужасная пара» (1967). Далее выходят ещё два его «ужастика» — «Кудесник крови» (1970) и «Окровавленные стриптизёрши» (1972).
После выпуска двух последних картин он покинул кинобизнес и занялся рекламой. Однако в 2002 году, возобновив сотрудничество с Фридманом, снял сиквел своего первого фильма под названием «Праздник крови 2».

## Фильмография
- 1959 — Прайм-тайм / Prime Time
- 1961 — Приключения счастливчика Пьера / The Adventures of Lucky Pierre
- 1963 — Кровавый пир / Blood Feast
- 1963 — Златовласка и трое обнаженных / Goldilocks and the Three Bares
- 1964 — Две тысячи маньяков / Two Thousand Maniacs!
- 1964 — Moonshine Mountain
- 1965 — Безудержный монстр / Monster a Go-Go
- 1965 — Раскрась меня кроваво-красным / Color Me Blood Red
- 1967 — Вкус крови / A Taste of Blood
- 1967 — Ужасная пара / The Gruesome Twosome
- 1967 — Нечто странное / Something Weird
- 1967 — Девушка, тело и таблетка / The Girl, the Body, and the Pill
- 1968 — Дьяволицы на колесах / She-Devils on Wheels
- 1968 — Как сделать куклу / How to Make a Doll
- 1968 — Пригородная рулетка / Suburban Roulette
- 1969 — Линда и Эбилин / Linda and Abilene
- 1970 — Кудесник крови / The Wizard of Gore
- 1972 — Окровавленные стриптизёрши / The Gore Gore Girls
- 2002 — Праздник крови 2 / Blood Feast 2: All U Can Eat